# 산리쿠 철도
산리쿠 철도 주식회사(일본어: 三陸鉄道 株式会社)는 일본 이와테현의 철도 기업이다.
일본국유철도 미야코 선, 구지 선, 사카리 선을 계승하기 위하여 1981년에 제3 섹터 방식으로 설립되었다.

## 역사
- 1981년 11월 10일: 설립.
- 1984년 4월 1일: 미야코 선과 구지 선을 계승해서 기타리아스 선으로, 사카리 선을 계승해서 미나미리아스 선으로 각각 영업 개시.
- 2011년 3월 11일: 도호쿠 지방 태평양 해역 지진과 그 해일 등으로 큰 피해를 입었다

## 보유 노선
- 기타리리아스 선: 미야코 ~ 구지, 71.0 km
- 미나미리아스 선: 사카리 ~ 가마이시, 36.6 km

## 보유 차량
- 36-100형, 36-200형, 36-2100형(ja)
- 36-R형(ja)
- 36-700형(ja)
- 36-Z형(ja)

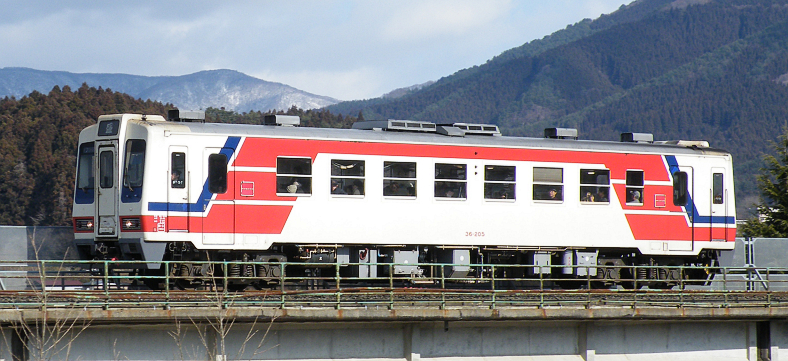
36-100형
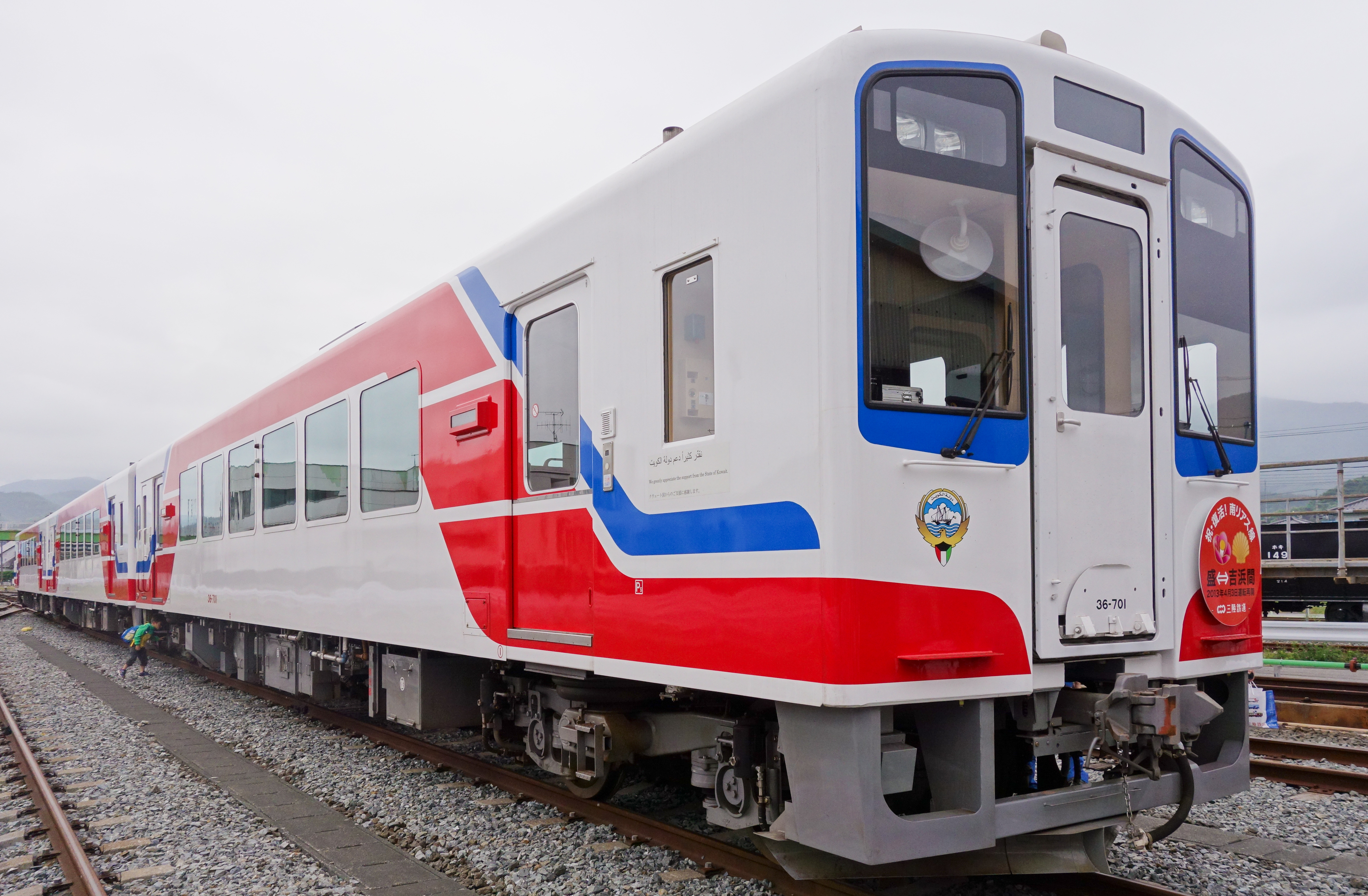
36-700형

## 같이 보기
- 일본의 철도 회사 목록